# Schönwetterwolke

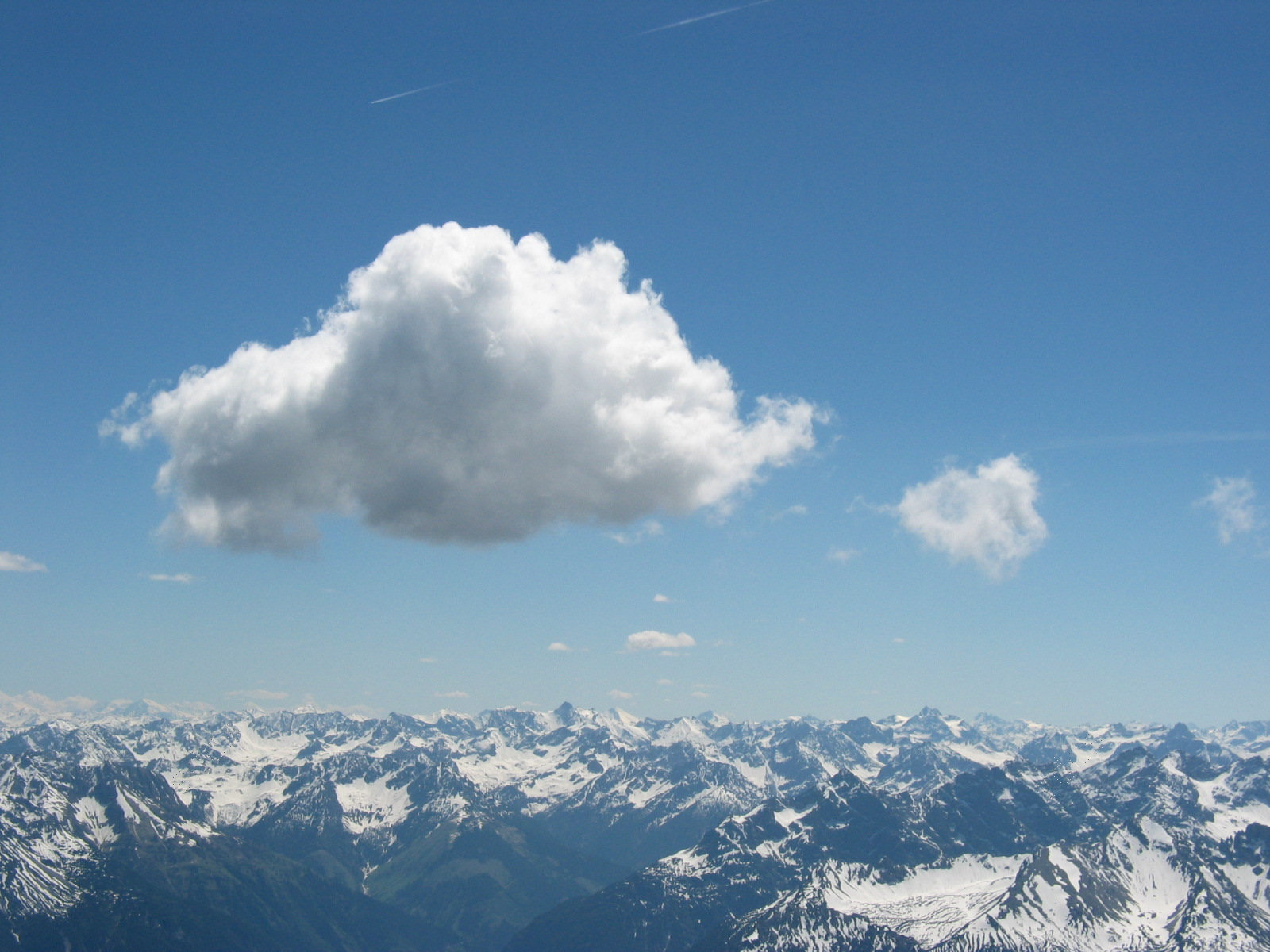
Schönwetterwolke über den Lechtaler Alpen

Als Schönwetterwolken werden Wolken bezeichnet, die sich tagsüber an sonnigen Tagen in einheitlicher Höhe bilden und sich abends wieder auflösen. Dabei handelt es sich hauptsächlich um Wolken vom Typ Cumulus humilis (Cu hum) oder auch Cumulus mediocris (Cu med). Ihre größte Ausdehnung haben Schönwetterwolken meist kurz nach Mittag. Sie entstehen durch Thermik und stellen für Segelflieger und andere Luftsportarten einen hilfreichen Hinweis auf Lokalität und Intensität der Thermik dar.